# Mullsjön
Det finns även en sjö med samma namn i Hjo kommun, se Mullsjön (Hjo)
Mullsjön är en sjö i Mullsjö kommun i Västergötland och ingår i Göta älvs huvudavrinningsområde. Sjön är 19,3 meter djup, har en yta på 0,531 kvadratkilometer och befinner sig 226 meter över havet. Sjön är 5,6 kilometer i omkrets och ligger i mitten av Mullsjö kommun vid huvudorten Mullsjö.

## Delavrinningsområde
Mullsjön ingår i delavrinningsområde (642268-138744) som SMHI kallar för Utloppet av Mullsjön. Delavrinningsområdets medelhöjd är 256 meter över havet och ytan är 10,81 kvadratkilometer. Det finns inga delavrinningsområden uppströms utan avrinningsområdet är högsta punkten. Vattendraget som avvattnar delavrinningsområdets har biflödesordning 4, vilket innebär vattnet flödar genom totalt 4 vattendrag innan det når havet efter 355 kilometer. Delavrinningsområdet består mestadels av skog (53 %). Avrinningsområdet har 0,52 kvadratkilometer vattenytor vilket ger det en sjöprocent på 4,8 %. Bebyggelsen i området täcker en yta av 2,71 kvadratkilometer eller 25 % av avrinningsområdet.

## Namnet
Sjöns namn är belagt första gången 1481 (Mulsiøø). Betydelsen av förledet är oklar. Sjön har gett namn åt det intilliggande samhället.